# Artur Hovhannisian
Artur Hovhannisian –en armenio, Արթուր Հովհաննիսյան– (Guiumri, 23 de marzo de 1996) es un deportista armenio que compite en boxeo. En los Juegos Europeos de Minsk 2019 obtuvo una medalla de oro en la categoría de 49 kg.

## Palmarés internacional
| Juegos Europeos | Juegos Europeos     | Juegos Europeos | Juegos Europeos |
| Año             | Lugar               | Medalla         | Categoría       |
| --------------- | ------------------- | --------------- | --------------- |
| 2019            | Minsk (Bielorrusia) | Medalla de oro  | 49 kg           |